# Gemma dorsibruna
La gemma dorsibruna (Ptilorrhoa castanonota) és una espècie d'ocell de la família dels cinclosomàtids (Cinclosomatidae).

## Hàbitat i distribució
Habita el terra dels boscos de muntanya de les illa de Batanta, a les Raja Ampat, i Nova Guinea, incloent les illes Yapen.